# Alta costura

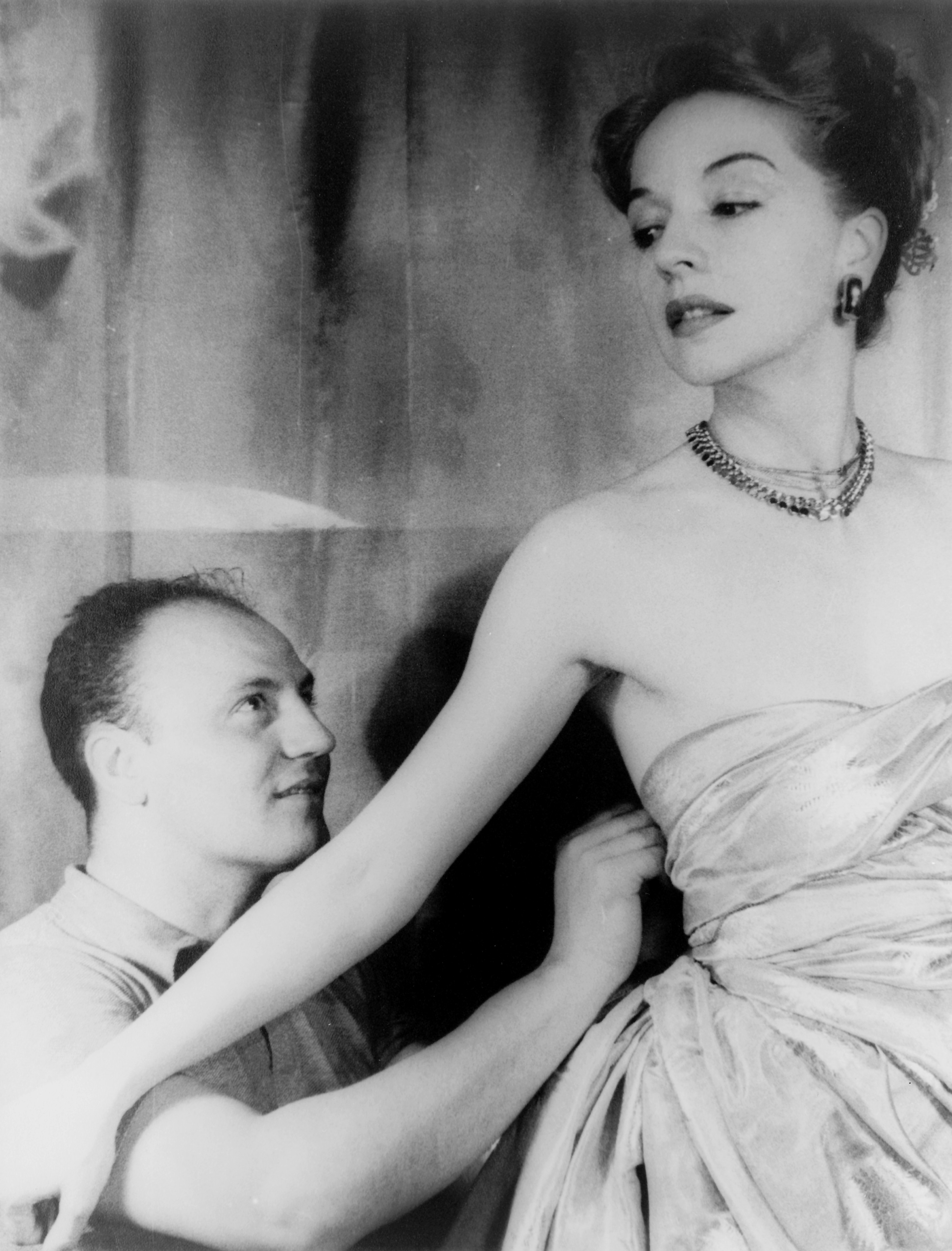
Pierre Balmain ajustant un vestit sobre la model Ruth Ford el 1947 (fotografia de Carl Van Vechten).

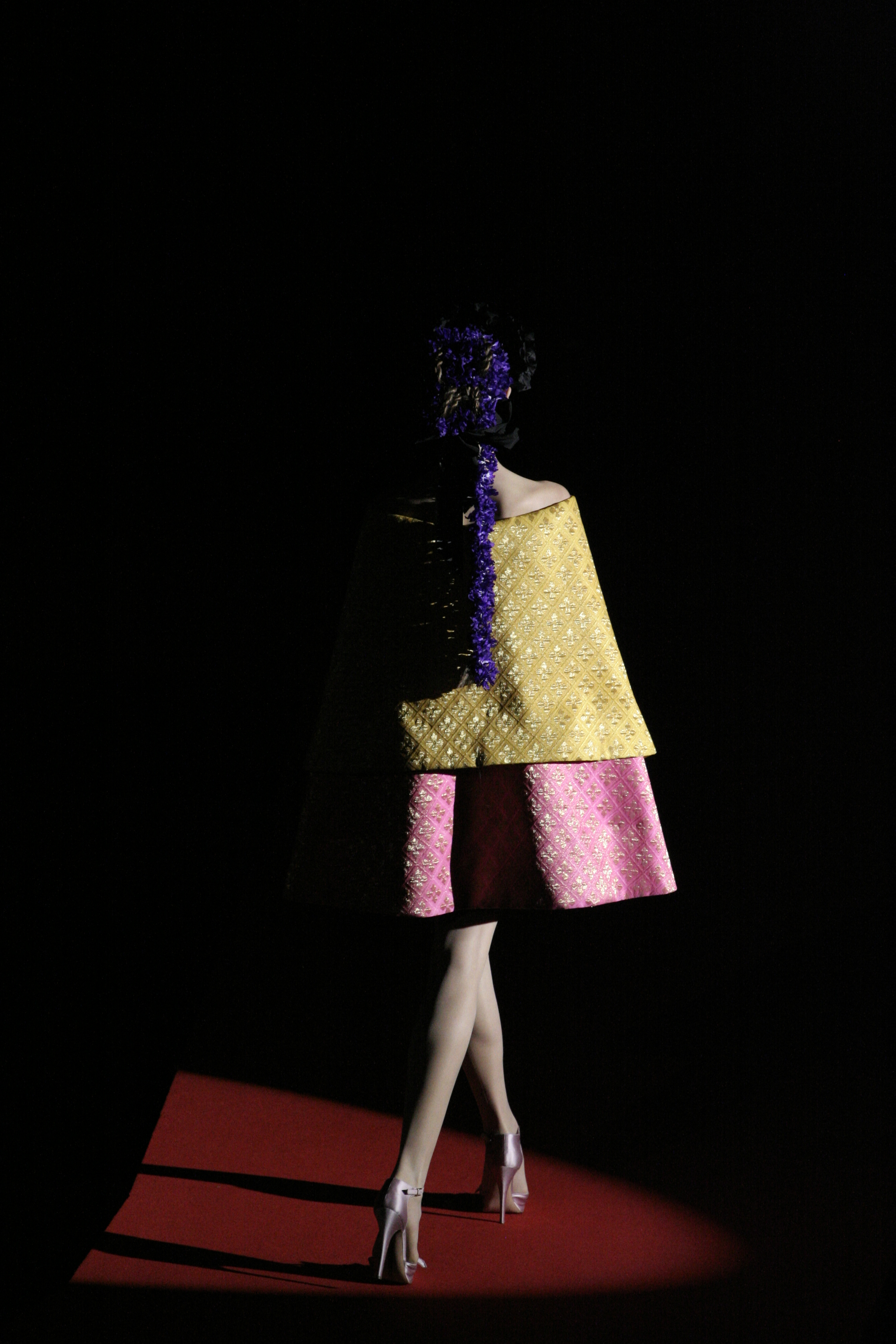
Disseny d'alta costura sobre la passarel, per Christian Lacroix.

Alta Costura  (Haute Couture  en francès) o  Alta Moda  (en italià) es refereix a la creació de roba exclusiva i a la mida de cada client. Es tracta generalment de vestits fabricats amb tela d'alta qualitat i preus elevats, cosida amb atenció al detall i al seu acabat. De vegades pot considerar-se també com un tipus d'art fi, a la mateixa alçada que l'escultura, la pintura, la música, etc.
Originalment el terme feia referència al treball que Charles Frederick Worth produïa en París a mitjan segle xix. A la França moderna  haute couture  és un nom protegit que pot usar-se només per firmes que compleixin certs estàndards molt ben definits. No obstant això, el terme s'usa informalment per descriure a les altres marques de moda que fabriquen roba a mida del client, sense importar que no es produeixin en París, com és el cas de les marques que tenen seu a Milà, Londres, Roma, Nova York i Tòquio.
El terme pot funcionar com:
- Adjectiu: per a les cases de moda o dissenyadors de moda que creen modes exclusives.
- Substantiu: la moda creada per aquestes cases.

## Història
El lideratge de França sobre la moda europea data del segle xviii, quan l'art, l'arquitectura, la música i moda de la cort francesa de Lluís XIV i Lluís XV i Madame de Pompadour al Palau de Versalles era imitada en tot Europa. Les persones que visitaven París s'emportaven roba parisenca que era copiada per costurers locals. Les dones estrangeres també solien ordenar nines vestides amb l'últim de la moda parisenca que usaven com a models.
Quan el tren i el vaixell de vapor van fer més senzill desplaçar-se per Europa, cada vegada va ser més comú per a les dones adinerades viatjar a París per comprar roba i accessoris. Els cosidors francesos van ser considerats llavors com els millors a Europa i la roba provinent de París era considerada millor que les imitacions locals.
El  couturier  (cosidor) Charles Frederick Worth (octubre 13, 1826 - març 10, 1895) és considerat el pare del qual avui es coneix com a alta costura. Encara que va néixer a Bourne, Lincolnshire, Anglaterra, Worth va deixar la seva empremta en la indústria de la moda francesa al revolucionar el com era vista la indústria del vestit. Worth va convertir a la indústria en moda, creant la figura del dissenyador de moda.
Encara que Worth va crear dissenys únics per complaure als seus clients benestants, és més conegut preparar un inventari de dissenys que eren mostrats en viu per models a la Casa Worth. Els clients seleccionaven un model, especificaven el color i la tela, i obtenien una còpia fabricada al taller de Worth. Charles Worth va combinar la costura a mida amb tècniques de fabricació de roba llista per usar-se, que també estava sent desenvolupada en aquesta època.
Seguint els passos de Worth hi eren Callot Soeurs, Patou, Poiret, Vionnet, Fortuny, Lanvin, Chanel, Mainbocher, Schiaparelli, Balenciaga i Dior. Algunes d'aquestes cases de moda encara existeixen sota la direcció de dissenyadors moderns.
En la dècada del 1960 un grup de joves dissenyadors, aprenents de costurers com Dior o Balenciaga, van deixar les cases de moda per a les quals treballaven i van obrir els seus propis establiments. Els més reeixits d'aquests joves dissenyadors van ser Yves Saint-Laurent, Pierre Cardin, André Courrèges i Emanuel Ungaro. Hanae Mori, un japonès que vivia a París també va tenir èxit en establir la seva pròpia línia. Lacroix és potser la casa de moda més reeixida d'entre les que van obrir a finals del segle xx. Altres cases noves són les de Jean-Paul Gaultier i Thierry Mugler.
Per a totes aquestes cases de moda la roba feta a mida ha deixat de ser la seva font principal d'ingressos, però mantenir una col·lecció d'alta costura els ajuda en augmentar el prestigi de la marca i les vendes de les seves línies de roba llista per usar-se, sabates o perfums que generen més guanys en relació amb la inversió realitzada. De fet, molts dels dissenys mostrats en les desfilades de moda d'alta costura rarament es venen. Per això algunes cases s'han vist forçades a abandonar les seves divisions d'alta costura, que generaven pocs ingressos, per concentrar-se en les seves línies de poc prestigi de roba prêt-à-porter que genera més guanys. Aquestes cases, com la del dissenyador italià Roberto Capucci, que tenen el seu taller a Itàlia ja no són considerades com a alta costura.
En la dècada del 1960 va ocórrer un enrenou en contra dels estàndards de la moda per artistes de rock i hippies, així com una internacionalització de la moda. Els viatges amb avió van permetre que la gent pogués comprar roba tant a Nova York com a París. Les dones riques van deixar de sentir que la moda de París era necessàriament millor que la d'altres llocs. Així que encara que París encara sigui important en el món de la moda, ja no és l'únic àrbitre de la moda.

## Definició legal
A França, el terme haute couture està protegit per la llei i està definit per la  Chambre de commerce et d'industrie de Paris  amb seu a París. La Chambre Syndicale de la Haute Couture es defineix com "la comissió reguladora que determina què cases de moda són elegibles per ser veritables cases d'alta costura". Les seves regles estipulen que només aquelles companyies esmentades en la llista anual d'una comissió amb domicili al Ministeri de la Indústria, poden usar el terme haute couture per descriure's. El criteri per a conformar aquesta llista va ser establert el 1945 i actualitzat el 1992. Per guanyar-se el dret de denominar-se casa d'alta costura i d'usar el terme haute couture tant en la seva publicitat com en qualsevol altra forma, els membres han de seguir les següents regles:
- Dissenyar roba a mida per a clients particulars, amb un o més accessoris.
- Tenir un taller a París (en francès, atelier) que empri almenys a vint artesans a temps complet.
- Tenir almenys vint tècnics a temps complet, en almenys un taller (atelier).
- Els dissenys han d'estar confeccionats únicament a mà, a mida i portant tres o més proves de vestuari per assegurar la perfecció de la peça.
- La costurera –també coneguda com la petitemain que comença la peça des de l'esbós, serà qui haurà d'acabar-ho.
- Cada peça ha de suposar d'entre 100 i 1000 hores de treball artesanal i no es poden produir més de 10 peces amb el mateix disseny.
- i presentar al públic una col·lecció d'almenys cinquanta dissenys originals en cada temporada de moda (dues vegades, al gener i juliol de cada any), tant de dia com de nit.

## Col·leccions
Cada any, dues col·leccions d'alta costura es presenten a través de desfilades de moda al calendari oficial de la Federació Francesa de Costurers i Dissenyadors de Moda. Les col·leccionis primavera-estiu es presenten durant el mes de gener de l'any corresponent, i les col·leccionis tardor/hivern es presenten a principis de juliol per a la temporada següent. Històricament, França va ser el primer país que va organitzar aquestes desfilades, seguit d'Itàlia.
La Setmana de la Moda de París (Paris Fashion Week) és la més important de les quatre grans desfilades de moda internacionals de la història, l'altra és la Setmana de la Moda a Londres (London Fashion Week), la Setmana de la Moda de Milà (Settimana della Moda de Milano) i la Setmana de la Moda de Nova York (New York Fashion Week). El programa s'obre a Nova York, després a Londres, segueix a Milà i acaba a París. Aquestes quatre setmanes són sovint anomenades com les "Quatre Grans" (Big Four) pels mitjans de comunicació anglosaxons.

## LaChambre Syndicale de la Haute Couture
La Chambre Syndicale de la Haute Couture és una de les tres entitats que formen part de la Fédération Française de la Couture du Prêt-à-Porter des Couturiers et des Créateurs de Mode, creada en el 1973 i presidida per Didier Grumbach fins al 2014.
La Chambre Syndicale de la Haute Couture compta amb un total de 35 membres.
La Fédération Française de la Couture du Prêt-à-Porter des Couturiers et des Créateurs de Mode, aplega entre la Chambre Syndicale de la Haute Couture i l'École de la Chambre Syndicale de la Couture Parisienne (tercera entitat participant), 100 membres.
Els 35 membres de la Chambre Syndicale s'organitzen en 5 categories diferents: els permanents, els corresponsals, els convidats, els joiers i els dels accessoris. El seu organigrama és el següent:
- President d'Honor: Jacques Mouclier
- President: Guillaume de Seyne (de la casa Hermés)
- vicepresident: Nathalie Rykiel (de la marca Sonia Rykiel) i Ralph Toledano (de la marca Chloè)
- President d'honor de la mode masculina: Pierre Cardin
- President de la moda masculina: Patrick Thomas (de la casa Hermés)
- vicepresident: Christophe Caillaud (de la marca Jean-Paul Gaultier).

### Membres de laChambre Syndicale de la Haute Couture
Per a la temporada de primavera 2017, la llista oficial de membres és la següent:

### Membres permanents
Adeline André—Alexandre Vauthier—Alexis Mabille—Chanel—Christian Dior—Franck Sorbier—Giambattista Valli—Givenchy—Jean-Paul Gaultier—Julien Fournié—Maison Margiela—Schiaparelli—Stéphane Rolland—Yiqing Yin

### Membres corresponsals
Els membres "corresponsals" (títol creat en el 1997) són membres estrangers. El títol de "membre convidat" se'ls atribueix després d'una votació del comitè de gestió de la Cambra de Comerç de l'Alta Costura de París, que els dona accés a aquest club tancat.
Armani Privé—Atelier Versace—Elie Saab—Valentino—Viktor & Rolf

### Membres convidats
Els membres "convidats" no tenen la denominació d'"alta costura", sinó només l'ús del terme "alta costura". La seva possible transició a la filiació completa no només es basa en l'antiguitat, perquè fins i tot si compleixen amb totes les condicions necessàries, es triga almenys dos anys de desfilades regulars com convidat per qualificar per la membresía permanent i per ser elegible per a una votació pel comitè executiu.
Aouadi—Dice Kayek—Georges Hobeika—Guo Pei—Ilja—Ralph & Russo—Ulyana Sergeenko—Zuhair Murad—J. Mendel

### Joies
Boucheron—Chanel Joaillerie—Chaumet—Dior Joaillerie—Van Cleef & Arpels

### Accessoris
Loulou de la Falaise—Massaro—On aura tout vu

## Antics membres

### Antics membres oficials
Moltes cases han fet alta costura i van abandonar aquesta activitat per diverses raons:
- Agnès-Drecoll, per la fusió de les cases Agnès i Drecoll
- Anne Valérie Hash, denominació Alta costura obtinguda el gener de 2008
- Anny Blatt
- Balenciaga, l'alta costura va cessar quan Cristóbal Balenciaga es va jubilar en el 1968.
- Callot Sœurs
- Carven, de 1946 a 1995.[9] Actualment, Carven és membre de la Chambre Syndicale du Prêt-à-Porter, després d'haver sigut "Membre Convidat" als anys 2000.
- Castillo (Antonio del Castillo), va fundar la seva pròpia casa de moda després de crear Paquin en els anys 40 i Lanvin en els anys 50 i 60 del segle passat.
- Nino Cerruti
- Charles Montaigne
- Christian Lacroix
- Courrèges
- Dominique Sirop,[10] fins al 2010.[11]
- Elsa Schiaparelli, Schiaparelli va cessar les seves activitats d'alta costura després de la retirada de la dissenyadora en el 1954.
- Emanuel Ungaro, fins al 2004.[10]
- Germaine Lecomte, fundador de la casa del mateix nom de 1920 a 1957.
- Givenchy, va abandonar l'alta costura després de la desfilada del gener de 2010,[12] per tornar un temps després, i va tornar a sortir abans de la desfilada del gener de 2012.[13]
- Guy Laroche, fins al 1995.[9]
- Grès
- Hanae Mori
- Hermès
- Jacques Fath
- Jacques Heim
- Jacques Griffe
- Jean-Charles de Castelbajac, per la seva única col·lecció l'any 2000.[14]
- Jean Dessès
- Jean-Louis Scherrer[9]
- Jean Patou
- Jeanne Lafaurie
- Jeanne Lanvin
- Jeanne Paquin
- Jenny Sacerdote
- Jules-François Crahay
- Lecoanet Hemant
- Lucien Lelong
- Loris Azzaro, fins a l'actualitat, la casa Azzaro és membre de la Chambre Syndicale du Prêt-à-Porter
- Louis Féraud
- Lucile Manguin
- Mad Carpentier
- Madeleine de Rauch
- Madeleine Vionnet
- Madeleine Vramant
- Maggy Rouff
- Mainbocher
- Marcel Dhorme
- Marcel Rochas
- Marcelle Alix
- Marcelle Chaumont
- Marcelle Dormoy
- Martial et Armand
- Molyneux
- Nina Ricci
- Olivier Lapidus, primera col·lecció el juliol de 1989.
- O'Rossen
- Paco Rabanne
- Philippe & Gaston
- Philippe Venet
- Pierre Balmain
- Pierre Cardin
- Raphaël, instal·lat abans de la Segona Guerra Mundial en l'avinguda Georges V a l'edifici on Hubert de Givenchy instal·larà els seus tallers unes dècades més tard.
- Redfern
- Robert Piguet
- Serge Lepage
- Ted Lapidus
- Thierry Mugler, en el 1992 el creador va ser el primer "Membre Convidat" de la Càmera.
- Torrente, on Julien Fournié va ser l'últim director artístic per a l'alta costura fins al 2004.[15]
- Vera Boréa
- Yves Saint-Laurent, aquesta activitat va cessar quan el modista es va retirar en el 2002.

### Antics membres convidats
Diverses marques de luxe de prêt-à-porter també van ser convidades durant algunes temporades: Laurent Mercier, Adam Jones en el 2008, Alexandre Matthieu en el 2009, Cathy Pill en el 2008, Felipe Oliviera Baptista en el 2007, Jean-Paul Knott en 2008, el català Josep Font en el 2008, Lefranc Ferrant en 2008, Marc Li Bihan en 2008, Maxime Simoëns va ser membre convidat fins al gener de 2012, Richard René en el 2008, Stéphane Mahéas, UdoEdling, WuYong, Josephus Thimister en el 2010.